# Mezinárodní konsorcium investigativních novinářů
Mezinárodní konsorcium investigativních novinářů (anglicky International Consortium of Investigative Journalists – zkráceně ICIJ) je nezávislá mezinárodní síť sdružující investigativní žurnalisty se sídlem ve Washingtonu, která byla založena v roce 1997 z iniciativy Centra pro veřejnou bezúhonnost (Center for Public Integrity). V únoru roku 2017 se ICIJ stala plně nezávislou organizací sdružující více než 200 investigativních žurnalistů z více než 70 zemí, kteří společně pracují na článcích zabývajících se problémy, jako jsou mezinárodní organizovaný zločin, korupce, odpovědnost za výkon moci, daňové úniky a další.
Mezi velké úspěchy ICIJ patří zveřejnění dokumentů Panama Papers (2015), Paradise Papers (2017) a Pandora Papers (2021), díky nimž byly odhaleny masivní daňové úniky přes daňové ráje. Tyto daňové úniky se týkají mimo jiné velkých mezinárodních firem a významných příslušníků společenských a politických elit. V obou případech byly tyto dokumenty předány právě ICIJ a německému deníku Süddeutsche Zeitung anonymním zdrojem. K další úspěchům novinářů z ICIJ patří odhalení, že se mezinárodní tabákové společnosti dopouštějí daňových úniků a ilegálního pašování (2000).

## Historie
V roce 1997 začalo Centrum pro veřejnou bezúhonnost (Center for Public Integrity) pracovat na vytvoření sítě předních investigativních novinářů. Tento projekt byl založen s cílem zabývat se problémy s nadnárodním přesahem, jako je například mezinárodní trestná činnost, pašování, zneužívání moci aj. Centrum pro veřejnou bezúhonnost je nevládní organizace podporovaná řadou nadací, včetně Sunlight Foundation, Ethics and Excellence in Journalism Foundation, Ford Foundation, John D. and Catherine T. MacArthur Foundation, John S. and James L. Knight Foundation, Omidyar Network, Open Society Foundations a Pew Charitable Trusts.
V roce 2000 bylo ICIJ tvořeno 75 novináři z 39 zemí. V únoru roku 2017 se z ICIJ stala pně nezávislá organizace. V červenci téhož roku dostalo ICIJ od amerických daňových úřadů statut neziskové organizace.
V roce 2020 se prvním českým členem stala novinářka Pavla Holcová. V roce 2021 je členem ICIJ 280 novinářů z více než 100 zemí.
V roce 2020 mělo ICIJ příjmy ve výši 3 mil. USD, když většina z nich pocházela z darů a grantů amerických a západoevropských nadací, mj. i Asociace zahraničních novinářů v Hollywoodu, Open Society Foundations či nadace Barbry Streisandové.

## Partneři ICIJ
Mezinárodní konsorcium investigativních novinářů spolupracuje s 121 mediálními partnery. Mezi tyto partnery patří slavné zavedené mediální značky, jako jsou BBC, The New York Times, Asahi shinbun, až po malé neziskové organizace regionálního charakteru. Jediným českým partnerem ICIJ je České centrum pro investigativní žurnalistiku.

### Někteří mediální partneři ICIJ
- Aftenposten (Norsko)
- The Asahi Shimbun (Japonsko)
- BBC Panorama (Spojené království)
- České centrum pro investigativní žurnalistiku (Česko)[12]
- Gazeta Wyborcza (Polsko)
- Guardian (Spojené království)
- Ha'arec (Izrael)
- Kolumbijská univerzita (USA)
- Le Monde (Francie)
- The New York Times (USA)
- Novaya Gazeta (Rusko)
- OCCRP (Východní Evropa)
- Österreichischer Rundfunk (Rakousko)
- Le Soir (Belgie)
- Süddeutsche Zeitung (Německo)
- The Washington Post (USA)

## Ocenění
V roce 2017 bylo dostalo ICIJ Pulitzerovu cenu za články týkajících se takzvanýsch Panamských dokumentů. Mezinárodní konsorcium investigativních žurnalistů za svou práci získalo mnoho dalších mezinárodních cen a ocenění.
ICIJ se také skrze Centrum pro veřejnou bezúhonnost podílelo na udílení ceny Daniel Pearl. Tato cena se jmenuje podle významného amerického novináře, po němž byla cena pojmenována v roce 2008 (dříve nesla název ICIJ award).

## Úspěchy a odhalení

### Panama Papers
V roce 2016 dostal deník Süddeutsche Zeitung a Mezinárodní konsorcium investigativních novinářů od anonymního zdroje dokumenty o velikosti 2,6 terabajtu s detailními informacemi o více než 214 000 offshorových firmách a jejich vlastnické struktuře. Data byla dále šířena dalším novinářům do různých zemí. Tyto dokumenty unikly z panamské právnické firmy Mossack Fonseca, která pomáhala svým klientům skrze neprůhledné vlastnické struktury a svěřenecké účty skrývat své finance a vyhýbat se daním.
Mezi klienty firmy Mossack Fonseca patřilo mnoho významných politiků a také mezinárodních firem. Kvůli tomuto úniku a následné práci investigativních novinářů muselo mnoho politiků rezignovat a firma Mossack Fonseca oznámila ukončení své činnosti.

### Paradise Papers
O rok později proběhl další masivní únik více než 13,4 milionu finančních dokumentů z firmy Appleby poskytující offshorové  služby. Dokumenty byly opět předány anonymním zdrojem novinářům z německého deníku Süddeutsche Zeitung, kteří následně dokumenty sdíleli s Mezinárodním konsorciem pro investigativní žurnalistiku a jejich sítí více než 380 novinářů. Paradise Papers odhalují způsob jakým nadnárodní společnosti, politici, celebrity a jiní příslušníci společenských elit využívají složité struktury k ochraně svých peněz před vyššími daněmi. Detaily z těchto dokumentů byli poprvé zveřejněny 5. listopadu 2017. Dokumenty obsahují informace o více než 120 000 společnostech a jedincích. Z celkového množství 13,4 milionů dokumentů se jich 12 060 týká přímo Česka. Česká stopa obsahuje informace o lidech spojených s kauzou Mostecké uhelné, prominentním právníkovi Josefu Brožovi, spojeným s bývalým ředitelem ČEZ Martinem Romanem, obchodníkovi se zlatem Kamilem Braxatorem nebo rodině Komárkových.
- Mezinárodní společnosti, které se objevují v dokumentech Paradise Papers: Facebook, Twitter, Apple, Disney, Uber, Nike, Walmart, Allianz, Siemens, McDonald's, Yahoo! aj.[21][22]
- Veřejně známé osobnosti figurující v dokumentech Paradise Papers: Alžběta II. a princ Charles, Lewis Hamilton, Madonna, Bono, Petro Porošenko aj.[23]

### Pandora Papers
Pandora Papers je projekt, v rámci kterého v říjnu 2021 byly zveřejněny  dokumenty o obcházení daně, daňových únicích a praní špinavých peněz skrze přesuny kapitálu do daňových rájů, kterých se dopouštějí stovky miliardářů a vysoce postavených politiků z více než 90 zemí. Mezi osobami, které dokumenty zmiňují, jsou např. jordánský král Abdalláh II., prezident Ukrajiny Volodymyr Zelenskyj, černohorský prezident Milo Đukanović, ázerbájdžánský prezident Ilham Alijev, bývalý britský premiér Tony Blair, gabonský prezident Ali Bongo Ondimba, keňský prezident Uhuru Kenyatta, ekvádorský prezident Guillermo Lasso, chilský prezident Sebastián Piňera, katarský emír Tamím bin Hamad Ál Thání, dubajský emír a premiér Spojených arabských emirátů Muhammad bin Rášid Ál Maktúm, jordánský král Abdalláh II. nebo český premiér Andrej Babiš.